# Конопля сорная
Конопля́ со́рная (лат. Cánnabis ruderális) — форма конопли посевной, впервые описанная в 1924 году Дмитрием Янишевским как самостоятельный вид. Растение рудеральное, невысокое (до 60 см), редко ветвящееся, с небольшими тонкими листьями и тонким центральным стеблем. В благоприятных условиях растения могут достигать высоты 3 метра. По внешнему виду может быть похожа на культурную коноплю, являясь её специализированным сорняком. Созревает очень быстро (иногда к середине июля, при хорошем поливе).

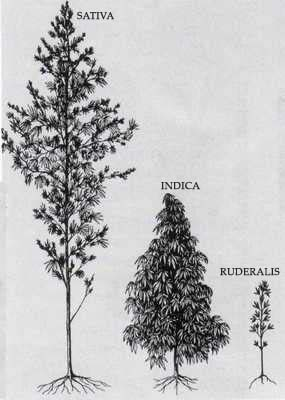
разновидности конопли

Признание вида Cannabis ruderalis не поддержано гипотезой Н. И. Вавилова о двух разновидностях и его интерпретацией, что Cannabis ruderalis синонимичен с подвидом конопли посевной Cannabis sativa subsp. sativa или её вариантом Cannabis sativa subsp. sativa var. spontanea Vavilov (Вавилов, 1926; Вавилов и Букинич, 1929).
По современной классификации как самостоятельный таксон не выделяется, входит в синонимику вида  Конопля посевная.

## Ботаническое описание
Корневая система стержневая.
Стебли прямостоячие, ребристые.
Листья супротивные, рассечённые на 3-10 сегментов, зубчатые — растение двудомное.
Мужские соцветия — метельчатые, кистевидные, находятся на вершине стебля. Женские — одноцветковые, собранные в соцветия в пазухах верхних листьев.
Плод — яйцевидный, сдавленный орешек мраморно-бурого цвета; средняя длина орешков — до 4 мм, ширина — до 3 мм, масса каждого — в диапазоне 0,012—0,025 г. Орешки сорной конопли по сравнению с культурной более мелкие, легко осыпаются и засоряют почву. В год созревания семена не прорастают, после перезимовки всходят примерно в одно время. Жизнеспособность сохраняется от 2 до 40 лет. Лучшая всхожесть семян наблюдается с глубины 2—5 см. Семядоли длиной до 10 мм, шириной до 5 мм, обратнояйцевидные, сидячие, покрытые мелкими волосками.

## География распространения
Произрастает в степях Южной Сибири и Южного Казахстана, с 1960-х годов начала проникать в европейскую часть России и на территорию Украины. Её распространение часто носит очаговый характер. Растение предпочитает плодородные почвы, засоряет коноплю посевную, гречиху, просо, широко произрастает по обочинам дорог, насыпям, полосам отчуждения, залежам, балкам и в других местах. Отличается повышенным иммунитетом к заболеваниям и сверх-приспосабливаемостью к жёстким условиям воздействия окружающей среды.

## Экологические индикаторные значения по Цыганову
| температура         | 7-11 |
| континентальность   | 9-14 |
| криоклиматичность   | 5-9  |
| увлажнение почвы    | 4-13 |
| кислотность почвы   | 5-11 |
| азотообеспеченность | 3-9  |
| солевое богатство   | 6-11 |
| освещённость        | 1-4  |

## Значение и применение
Незрелые семена могут вызывать отравления у животных. Подобное отравление было зафиксировано у свиней. При вскрытии обнаружилось воспаление желудочно-кишечного тракта.